# Osamu Miyazaki
Osamu Miyazaki (Japans: 宮崎 敦) (Yamaguchi, 23 januari 1966) is een Japans motorcoureur.
Miyazaki maakte in 1983 zijn debuut in de motorsport met verschillende races in zijn thuisland. In 1991 maakte hij zijn debuut in de 250cc-klasse van het wereldkampioenschap wegrace met een wildcard in zijn thuisrace op een Yamaha. Na nog een wildcardrace op een Yamaha in 1992 en twee andere wildcardoptredens op een Aprilia in 1993 en 1995, maakte hij in 1996 zijn fulltime debuut in het wereldkampioenschap op een Aprilia. Tijdens de TT van Assen behaalde hij zijn beste resultaat met een achtste plaats en eindigde als twintigste in het kampioenschap. In 1997 keerde hij terug naar een Yamaha en scoorde regelmatig punten, waardoor hij het kampioenschap afsloot als dertiende. In 1998 moest hij vier races missen en eindigde als 24e in het kampioenschap. In 1999 keerde hij niet terug in het kampioenschap, maar in 2000 reed hij twee wildcardraces in de Grands Prix van Japan en de Pacific. Ook in 2001 reed hij in de Grand Prix van de Pacific. In 2002 reed hij zijn laatste wildcardrace in het kampioenschap in zijn thuisrace, die hij verrassend won.